# Janina Nilsson
Janina Nilsson, född Skrzypiec den 21 februari 1926 i Boryslav, död den 29 december 2018 i Göteborg, var en polsk-svensk förintelseöverlevare, busschaufför och hjälparbetare.

## Biografi

### Uppväxt
Nilsson föddes utanför Boryslaw i dåvarande Polen, nuvarande Ukraina, och växte upp som polsk katolik. När Nazityskland anföll Polen den 1 september 1939 blev hennes far inkallad i armén och stupade efter tre veckor. Hennes bror anslöt sig till partisanerna, men greps av tyskarna och dog senare i koncentrationslägret Buchenwald.
Kort efter krigsutbrottet ockuperades Boryslaw av den tyska armén, men redan den 24 september 1939 ersattes den tyska armén av den röda armén i och med Sovjetunionens angrepp på Polen i det polsk-sovjetiska kriget 1939. Under det första halvåret av sovjetisk ockupation skedde åtskilliga arresteringar och deporteringar, expropriering av tillgångar, den gamla valutan blev värdelös och kristna symboler ersattes med bilder på Stalin.

### Deportering till Tyskland
I och med operation Barbarossa återtog tyska arméer kontrollen av Boryslaw den 1 juli 1941. Bakom de framryckande armégrupperna följde Einsatzgruppen med uppgift att med skjutvapen avrätta kommunistiska partifunktionärer, politiska kommissarier, partisaner, sabotörer och judar med parti- och statsbefattningar. Lokala antisemitiska grupper uppmuntrades att delta, och den judiska målgruppen kom inom kort att utvidgas till att omfatta alla judar oavsett ålder eller kön. Andra folkgrupper som till exempel slaver ansågs däremot vara användbara för tvångsarbete.
Redan den 2 juli mördades över 300 judar enbart i Boryslaw, något som Nilsson blev vittne till, och vid ockupationens slut 1944 hade i Boryslaw totalt närmare 10 000 judar mördats.
Behovet av arbetskraft i det tyska riket drabbade Nilsson som, 15 år gammal, kort efter tyska arméns ankomst tvångsrekryterades och tvingades lämna sin mor och en yngre syster och transporterades till Mainz.
Hon och övriga fångar visades upp på en idrottsanläggning där bönder från trakten fick peka ut den de ville ha med sig hem, och hon blev på detta sätt utplacerad på en bondgård. Under sju månader var hon inlåst i ett vindsrum nattetid och tvingades under hot och misshandel göra orimligt långa arbetsdagar.
En dag på familjens vinodlingar lyckades hon rymma genom att hoppa på ett lokaltåg som stannat i närheten. Tåget förde henne till Frankfurt am Main där hon snart greps av polis och placerades i fängelse under nio månader som arbetsovillig.

### Vistelse i koncentrationslägret Ravensbrück
Efter detta deporterades hon till koncentrationslägret Ravensbrück där hon blev fånge nummer 22 736 och hamnade i barack 26. Hon fick inledningsvis arbeta med tungt vägarbete och senare med ammunitionstillverkning vid Polte-Werke i Grüneberg. I vapenfabriken kom misstag eller kvalitetsbrister att betraktas som sabotage och Nilsson kom av dessa anledningar att bestraffas med misshandel och skendränkning. Nilsson fick därefter arbeta med att köra undan resterna från lägrets krematorium där tiotusentals lägerfångar som dött av misshandel, undernäring och sjukdomar kremerades. I februari 1945 utrustades lägret med en gaskammare, där ytterligare 2 300 fångar mördades och därefter kremerades.
I april 1945 anlände hjälpaktionen De vita bussarna under ledning av greve Folke Bernadotte till Ravensbrück. Uppgiften var i första hand att hämta skandinaviska medborgare, men aktionen kom att från Ravensbrück ta med sig cirka 7 000 kvinnor av olika nationaliteter, däribland Nilsson. Efter en strapatsrik resa i det krigshärjade Tyskland anlände Nilsson och många andra till Malmö vid månadsskiftet april/maj, och hon var vid ankomsten sjuk i TBC, utmärglad och vägde 36,5 kg.

### Ett nytt liv i Sverige
Nilsson kom att tillfriskna och flyttade 1949 till Göteborg, gifte sig och fick tre barn och arbetade bland annat som vårdbiträde, servitris och busschaufför. Hon kämpade länge för att få ersättning från tyska staten men nekades 1965 med hänvisning till utgången överklagandetid, det faktum att hon inte var judinna och att hon i Genèvekonventionens mening inte var politisk flykting i Sverige då hon fått svenskt medborgarskap.
År 1982 besökte hon Polen och ett barnhem för barn till medlemmar i fackföreningen Solidaritet som internerats av regimen. Hon blev berörd av barnens svåra situation och stora behov och började samla in förnödenheter av olika slag i Sverige som kläder, leksaker, utrangerad sjukvårdsutrustning med mera och köra ner dessa med lastbil.
Det blev många resor om året under många år, till exempel gjordes år 1990 18 resor. Hon mötte polska barn med behov av läkarvård och samlade in pengar för att bekosta behandling i Sverige, bland annat för en ung flicka som 1984 fick proteser och en hjärtsjuk "Blue Baby" som 1986 fick en hjärtoperation.
Nilsson genomförde insamling och transporter ända till slutet av 00-talet. Parallellt med detta besökte hon ända upp i 90-årsåldern skolor, ungdomsgrupper och församlingar och berättade om tiden i Ravensbrück.

## Utmärkelser
- 1995 – Hagge Geigerts fredspris, för hennes hjälpverksamhet för mindre bemedlade i Polen samt sina ständiga resor i skolorna i Sverige där hon berättat om de fasansfulla krigsåren.[18]